# 豺狼座υ
豺狼座υ，又名CD-39 9827，HD 136933、SAO 206597、HR 5719，是豺狼座的一颗恒星，视星等为5.37，位于銀經332.42，銀緯14.23，其B1900.0坐标为赤經15h 18m 12.9s，赤緯-39° 14.23′ 13″。